# Kryštof z Redernu
Kryštof II. z Redernu (dříve též z Redernů, německy Christoph II. von Redern, polsky Krzysztof z Redernu, 1591 – 1641 nebo 1642 v Polsku) byl český šlechtic z rodu Redernů. Po bitvě na Bílé hoře byl nucen opustit Čechy.

## Život

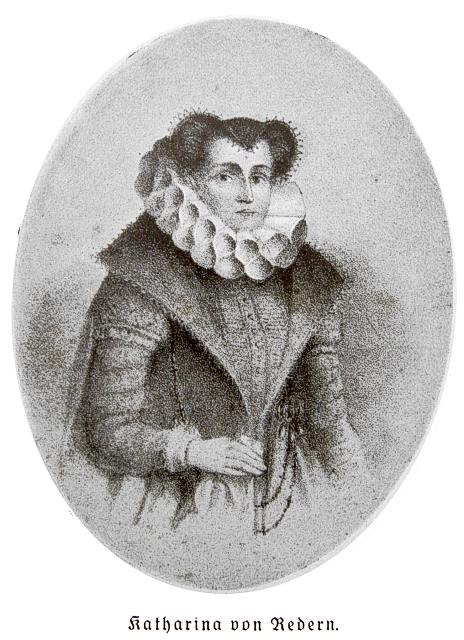
Kryštofova matka Kateřina z Redernu, rozená Šliková (1564–1617)

Narodil se jako syn Melchiora z Redernu a jeho manželky Kateřiny, rozené Šlikové. Byl jejich jediným mužským potomkem a po otcově smrti 20. září 1600 zdědil jako nezletilý rodová panství Frýdlant s Libercem a Závidovem. O správu panství se zpočátku starala jeho matka a hospodařila velmi úspěšně. Rodové sídlo přenesla do Liberce, avšak poté, co hrad v roce 1615 vyhořel, vrátilo se zpět do Frýdlantu.
Coby protestant vstoupil do služeb krále Fridricha Falckého a bojoval jako důstojník dragounů v bitvě na Bílé hoře 8. listopadu 1620. O tři dny později, 11. listopadu, se vrátil na Frýdlant, kde udělil privilegia cechu tkalců. Později také na zámku Frýdlant poskytl útočiště svému bratranci Jáchymu Ondřeji Šlikovi, jenž uprchl z Budyšína před svým zatčením jako vůdce povstalců proti císaři. Tam však byl Šlik 18. března 1621 zadržen vojsky saského kurfiřta pod velením přeběhlíka Wolfa Friedricha z Lüttichau a převezen do Drážďan.
Na Rederna byla uvalena klatba a jeho majetek byl zkonfiskován. V den Šlikovy popravy 21. června 1621 na Staroměstském náměstí byla panství Frýdlant a Liberec dána do zástavy Albrechtovi z Valdštejna. Poté Redern opustil Čechy a odešel do Slezska a Polska.
V roce 1640 se vrátil do Frýdlantu se švédskými jednotkami, ale svůj majetek již nedokázal získat zpět.
Kryštof II. z Redernu zemřel v roce 1641 nebo 1642 v Polsku jako chudý šlechtic.